# Ngũ Vân
Ngũ Vân (chữ Hán: 伍云, ? – 1424), người huyện Định Viễn, tướng lãnh nhà Minh, tử trận khi trấn áp khởi nghĩa Lam Sơn tại Việt Nam.

## Cuộc đời và sự nghiệp
Vân đang ở chức Kinh Châu hộ vệ chỉ huy đồng tri thì tòng chinh nhà Hồ ở Việt Nam. Tham gia đánh phá các cửa Pha Lũy, Ải Lưu, thành Đa Bang, chiếm 2 đô Đông, Tây. Dẹp xong nhà Hồ, được điều làm Xương Giang vệ Chỉ huy sứ. Đầu thời Minh Nhân Tông (1424), Vân theo Phương Chính đi dẹp nghĩa quân Lam Sơn ở châu Trà Long , trúng mai phục mà chết .